# Richard Dawson
Pour les articles homonymes, voir Dawson.
Colin Lionel Emm (20 novembre 1932 – 2 juin 2012), mieux connu professionnellement sous le nom de Richard Dawson, est un acteur, comédien, animateur de jeu télévisé et panéliste anglo-américain. Il est surtout connu pour avoir été l'animateur de Family Feud entre 1976 et 1985, et pour avoir occupé ce poste une deuxième fois entre 1994 et 1995.

## Biographie
Il naît à Gosport, dans le Hampshire, en Angleterre le 20 novembre 1932 sous le nom de Colin Eugene Emm.
À l'âge de 14 ans, il quitte le domicile familial pour rejoindre la Marine marchande où il passera trois années. Adulte, il quitte l'Angleterre pour les États-Unis et s'établit à Los Angeles en Californie.
Après avoir été tenté par une carrière dans la boxe, son intérêt pour le monde du spectacle le pousse à devenir acteur sous le nom de Dickie Dawson qu'il transforme plus tard en Richard Dawson. Ce surnom devient ensuite son nom officiel.
Il joue dans des longs métrages et des séries télévisées au cours des années 1960, dont Au-delà du réel de Leslie Stevens en 1964 et La Brigade du diable en 1968. De 1976 à 1985, il est le premier animateur à présenter le jeu questionnaire américain Family Feud (version originale d'Une famille en or en France et de La Guerre des clans au Québec), pour lequel il remporte l'Emmy Award du Meilleur Animateur de jeu télé en 1978. Son sens de la répartie et son humour contribuent au succès populaire de l'émission.
Son surnom « The Kissing Bandit » est dû au fait qu'il embrassait sur la bouche chaque candidat féminin au cours de l'émission pour lui souhaiter bonne chance. Le producteur exécutif Howard Felsher estima à environ 20 000 le nombre de candidates féminines embrassées par Dawson.
En 1987, il revient au cinéma dans le film Running Man où il incarne Damon Killian, un animateur de télévision maléfique.
Il est essentiellement connu en France pour avoir interprété le Caporal Peter Newkirk dans la série Papa Schultz, série comique de cent soixante-huit épisodes narrant les aventures de prisonniers de guerre alliés dans un camp allemand au cours de la Seconde Guerre mondiale.
Il meurt le 2 juin 2012 à Los Angeles des suites d'un cancer de l'œsophage. Il est  inhumé à Los Angeles, au cimetière Westwood Village Memorial Park.

## Filmographie
- 1964 : Au-delà du réel série TV de Leslie Stevens
- 1965 : Un caïd (King Rat) de Bryan Forbes : Weaver
- 1965/1971 : Papa Schultz (série télévisée) : Caporal Peter Newkirk
- 1968 : La Brigade du diable d'Andrew V. McLaglen : Hugh MacDonald
- 1978/1979 : La croisière s'amuse, saison 2, épisode 8 "ANOUSHKA"(série télévisée)
- 1987 : Running Man de Paul Michael Glaser : Damon Killian